# ブーン (ノースカロライナ州)
ブーン（英: Boone）は、アメリカ合衆国ノースカロライナ州の町。ワタウガ郡の郡庁所在地である。人口は1万9092人（2020年）。ブルーリッジ山脈の中にあり、町内にはアパラチアン州立大学がある。町名は有名なパイオニアで探検家のダニエル・ブーンにちなんでおり、1952年から毎年夏に屋外円形劇場で『ホーン・イン・ザ・ウェスト』という劇を公演している。これはアメリカ独立戦争の時代にこの地域に入植した白人とダニエル・ブーンの貢献を描くものである。
2012年、雑誌「USニューズ&ワールド・レポート」により、国内で引退後に住みたい場所10傑の中に、ブーンの町が挙げられた。

## 歴史

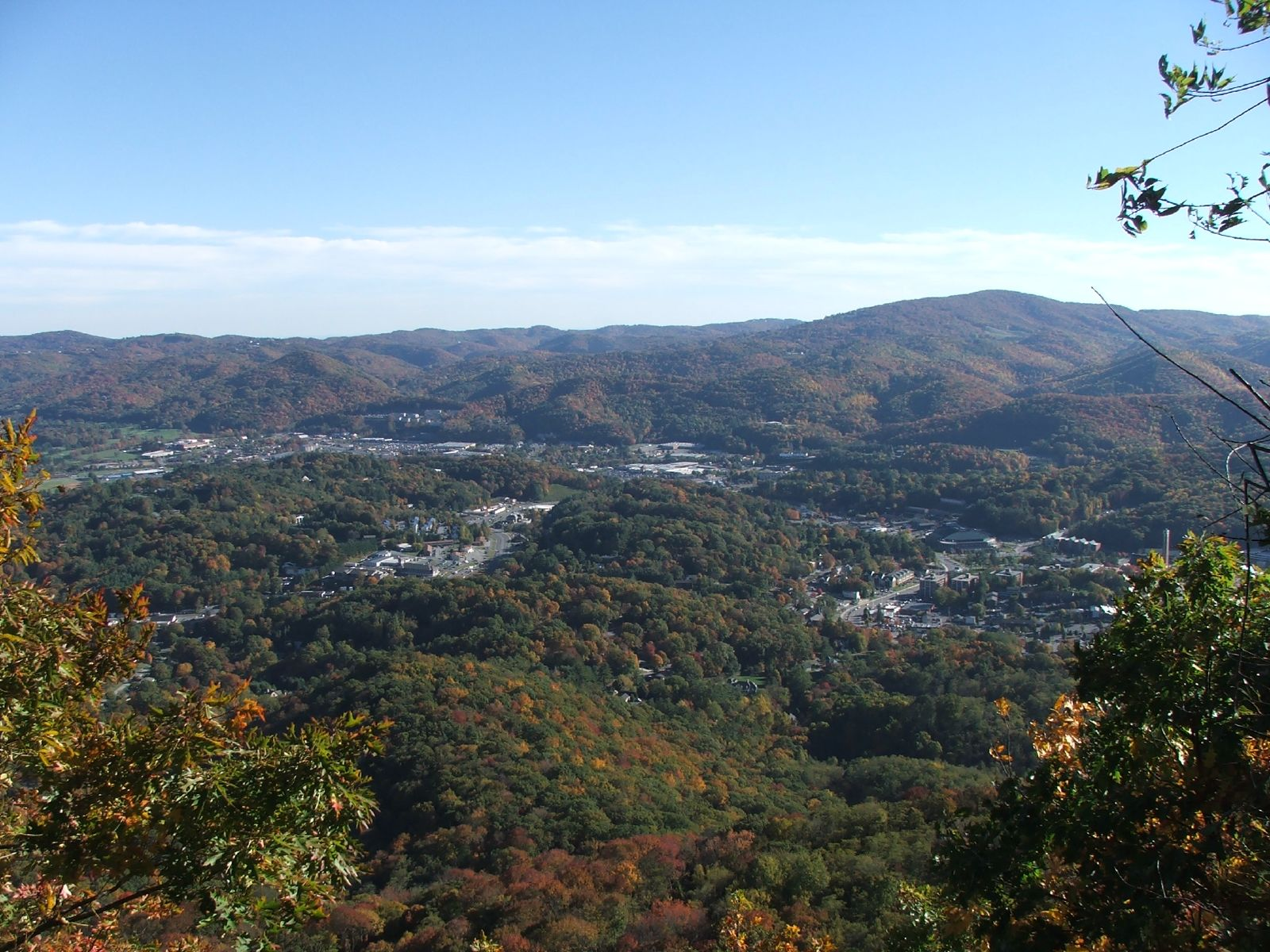
ハワード・ノブから見たブーンの町

ブーンは有名なパイオニアで探検家のダニエル・ブーンからその名前を採った。ブーンは現在の町内とされる場所で何度も宿営することがあった。ブーンの甥達であるジェシーとジョナサン（ブーンの兄弟イスラエル・ブーンの息子達）が町で最初の教会であるスリーフォークス・バプテスト教会を建てており、それが今日まで残っている。
ブーンの町には狭軌の東テネシー・西ノースカロライナ鉄道（ニックネームはトゥイーツィー）が通っていたが、1940年の洪水で停まった。この洪水は線路の多くを流出させ、復旧はしないことになった。
ブーンにはノースカロライナ大学システムの構成員であるアパラチアン州立大学がある。17のキャンパスがあるシステムの中では6番目に大きな大学である。コールドウェル・コミュニティカレッジ & 工科大学もブーンの町内に衛星キャンパスを置いている。
『ホーン・イン・ザ・ウェスト』は山岳に入って来た初期入植者の人生と時を劇化したものであり、登場人物の1人がダニエル・ブーンである。1952年の夏から毎年町の上にある屋外円形劇場で公演されている。最初にダニエル・ブーンを演じた役者はネッド・オースティンだった。その「ハリウッド・スター」像が中心街キング通りの台座に乗っている。その後継者がグレン・コージーであり、荒々しいフロンティアの男を41年間演じた。そのイメージは、今日の地域で描かれるブーンのイメージの多くに重なっている。
ブーンはブルーグラス・ミュージシャンとアパラチア・ストーリーテラーの中心地である。ブーンと関連がある著名なアーティストとして、グラミー賞を受賞したブルーグラス・ギター奏者のドク・ワトソン、同じくギター奏者でバンド「ワイドスプレッド・パニック」を設立し率いたマイケル・ハウザーがいる。2人ともブーンの生まれである。バンドのオールドクロウ・メディスン・ショーやザ・ブルー・ラグズ、ソロのエリック・チャーチもブーンの出身である。
ブーンの町内にあるアメリカ合衆国国家歴史登録財としては、ブレア農園、ダニエル・ブーン・ホテル、ジョーンズ邸、ジョン・スミス・ミラー邸、アメリカ合衆国ブーン郵便局がある。

## 地理と気候
ブーン町は北緯36度12分41秒 西経81度40分7秒 / 北緯36.21139度 西経81.66861度 (36.211364, −81.668657)に位置している。標高は3,333フィート (1015.9 m) である。初期の測量では3,332フィートであり、そのときから標高を3,333フィートと表示してきた。ミシシッピ川以東の人口1万人以上の町の中では、最も標高が高い。
使用する等温線にもよるが、ブーンは亜熱帯高地気候（ケッペンの気候区分では Cfb）、あるいは湿潤大陸性気候（同 Dfb）にあり、これはアメリカ合衆国南東部では稀な区分である。植物耐寒性の区分では 6B と 7A の境界線にある。高地にあることで降水量も多く、年間平均降水量は52.7インチ (1,340 mm) である。両カロライナの低地に比べて、冬は長くて寒く、霙や雪がよく降る。1月の日中の平均気温は31.2 °F (−0.4 °C) であり、温暖湿潤の南東部というよりも、ニューイングランド南部の海岸部に近い。冬には吹雪になることも多い。夏は暖かいが、南や東の低地に比べてかなり涼しく、湿度も高くない。7月の日中の平均気温は68.5 (20.3 °C) である。年間平均降雪量は35インチ (89 cm) であり、ノースカロライナ州の他地域の低地よりもかなり多い。
| ブーンの気候                   | ブーンの気候 | ブーンの気候 | ブーンの気候 | ブーンの気候 | ブーンの気候 | ブーンの気候 | ブーンの気候 | ブーンの気候 | ブーンの気候 | ブーンの気候 | ブーンの気候 | ブーンの気候 | ブーンの気候    |
| 月                             | 1月          | 2月          | 3月          | 4月          | 5月          | 6月          | 7月          | 8月          | 9月          | 10月         | 11月         | 12月         | 年              |
| ------------------------------ | ------------ | ------------ | ------------ | ------------ | ------------ | ------------ | ------------ | ------------ | ------------ | ------------ | ------------ | ------------ | --------------- |
| 平均最高気温 °F （°C）         | 41.6 (5.3)   | 44.6 (7)     | 52.2 (11.2)  | 61.3 (16.3)  | 69.3 (20.7)  | 75.9 (24.4)  | 78.9 (26.1)  | 78.1 (25.6)  | 72.1 (22.3)  | 63.2 (17.3)  | 54.2 (12.3)  | 44.5 (6.9)   | 61.4 (16.3)     |
| 平均最低気温 °F （°C）         | 20.7 (−6.3)  | 23.2 (−4.9)  | 29.2 (−1.6)  | 37.3 (2.9)   | 46.1 (7.8)   | 54.1 (12.3)  | 58.1 (14.5)  | 56.8 (13.8)  | 50.1 (10.1)  | 39.5 (4.2)   | 31.1 (−0.5)  | 23.7 (−4.6)  | 39.2 (4)        |
| 降水量 inch （mm）             | 3.78 (96)    | 3.92 (99.6)  | 4.75 (120.7) | 4.47 (113.5) | 4.43 (112.5) | 5.10 (129.5) | 5.00 (127)   | 5.10 (129.5) | 4.44 (112.8) | 3.59 (91.2)  | 4.47 (113.5) | 3.69 (93.7)  | 52.73 (1,339.3) |
| 降雪量 inch （cm）             | 10.3 (26.2)  | 9.0 (22.9)   | 4.3 (10.9)   | 2.9 (7.4)    | 0.1 (0.3)    | 0 (0)        | 0 (0)        | 0 (0)        | 0 (0)        | 0.1 (0.3)    | 1.3 (3.3)    | 6.7 (17)     | 34.6 (87.9)     |
| 平均降水日数 （≥0.01 in）      | 11.4         | 11.0         | 11.6         | 12.0         | 13.3         | 13.5         | 13.5         | 12.6         | 10.0         | 9.1          | 9.7          | 11.3         | 139.0           |
| 平均降雪日数 （≥0.1 in）       | 4.5          | 4.0          | 2.2          | 1.3          | 0            | 0            | 0            | 0            | 0            | 0.1          | 0.8          | 3.2          | 16.2            |
| 出典：NOAA (normals 1981−2010) |              |              |              |              |              |              |              |              |              |              |              |              |                 |

## 人口動態
アパラチア州立大学の学生が人口の多くを構成しているために年齢別の構成や世帯の構成が他の地域の町とは大きく異なっている。
以下は2000年の国勢調査による人口統計データである。
| 基礎データ - 人口: 13,472 人 - 世帯数: 4,374 世帯 - 家族数: 1,237 家族 - 人口密度: 890.7人/km2（2,307.0 人/mi2） - 住居数: 4,748 軒 - 住居密度: 313.9軒/km2（813.0 軒/mi2） 人種別人口構成 - 白人: 94.42% - アフリカン・アメリカン: 3.31% - ネイティブ・アメリカン: 0.54% - アジア人: 0.16% - 太平洋諸島系: 0.08% - その他の人種: 0.76% - 混血: 0.73% - ヒスパニック・ラテン系: 2.01% | 年齢別人口構成 - 18歳未満: 5.8% - 18-24歳: 65.9% - 25-44歳: 12.1% - 45-64歳: 9.1% - 65歳以上: 7.1% - 年齢の中央値: 21歳 - 性比（女性100人あたり男性の人口） - 総人口: 95.6 - 18歳以上: 94.7 世帯と家族（対世帯数） - 18歳未満の子供がいる: 9.6% - 結婚・同居している夫婦: 21.0% - 未婚・離婚・死別女性が世帯主: 5.6% - 非家族世帯: 71.7% - 単身世帯: 38.4% - 65歳以上の老人1人暮らし: 7.3% - 平均構成人数 - 世帯: 1.97人 - 家族: 2.63人 | 収入と家計 - 収入の中央値 - 世帯: 20,541米ドル - 家族: 49,762米ドル - 性別 - 男性: 28,060米ドル - 女性: 20,000米ドル - 人口1人あたり収入: 12,256米ドル - 貧困線以下 - 対人口: 37.0% - 対家族数: 9.2% - 18歳未満: 6.3% - 65歳以上: 9.1% |

## メディア

### 新聞
以下は地方紙3紙である。
- 「ワタウガ・デモクラット」、毎週水曜日、金曜日、日曜日に発行されている
- 「マウンテン・タイムズ」、無料の週刊エンタテイメント紙
- 「ハイカントリー・プレス」、日刊オンライン紙

アパラチア州立大学のキャンパスから小さな「ジ・アパラチアン」という新聞が、毎週火曜日と木曜日に発行されている。地元で印刷される新聞に加えて、「クラウト・クリーク・リバイバル」という月刊の娯楽小冊子が、ノースカロライナ州デンバーを本拠とする新聞によって資金手当てされ、発行されている。

### ラジオ
- WATA-AM 1450kHz AM 、ニュースとトーク
- WZJS-FM 100.7MHz FM 、オールディーズ
- WMMY-FM 106.1MHz FM 、カントリーミュージック
- WWMY 102.3MHz FM 、アダルト・コンテンポラリー、音楽と、ノースカロライナ大学タール・ヒールズのスポーツ、カロライナ・パンサーズのアメリカンフットボール
- WECR 1130kHz AM ゴスペルとローカルニュース
- WXIT-AM 1200kHz AM コンサーバティブ・トーク
- WASU-FM 90.5MHz FM アパラチア州立大学のラジオ局
- WNCW 92.9MHz FM ナショナル・パブリック・ラジオ系列公共放送、アイソサーマル・コミュニティカレッジに免許
- WFDD 88.5MHz FM ナショナル・パブリック・ラジオ系列公共放送、ウェイクフォレスト大学が州内のハイカントリー向けに別の周波数 100.1MHz FM で送っている[11]

## 法と政府
ブーンの町政は町政委員会・町マネジャー方式で運営されている。委員会は5人の委員で構成される。町長は委員会を主宰し、賛否同数の場合にのみ決定票を投じる。

## 開発
ブーンの町の工業、商業、および住宅地開発は、アパラチア山脈の中にあるだけに、議論の多い問題である。2009年10月16日、町政委員会が「ブーン2030年土地利用計画」を策定した。この文書自体は現実の法ではないが、町政委員会、調整評議会、その他委員会がどのような開発が適当であるかを判断するガイドになっている。
2009年、ノースカロライナ州交通省がアメリカ国道421号線（キング通り）の延長1.1マイル (1.8 km) を、4車線から6車線の上下分離道に拡張する工事を始めた。アメリカ国道321号線（ハーディン通り）から東のノースカロライナ州道194号線（ジェファーソン道路）まで高架コンクリート橋とし、新しいワタウガ高校への新出入り口を付けるものであり、予算は1,620万ドルだった。この拡張でれきしある中心街キング通りの東で企業25社と住宅63軒が立ち退きになった。工事は2011年末までに完成する予定だったが、2012年春までずれ込んだ。

## 経済
福音派のキリスト教徒が運営する緊急援助支援団体のサマリタンズ・パースがブーンを本拠地にしている。

### 主要雇用主
ブーン町の2014年包括的財務報告書に拠れば、郡内の主要雇用主は次の通りである。

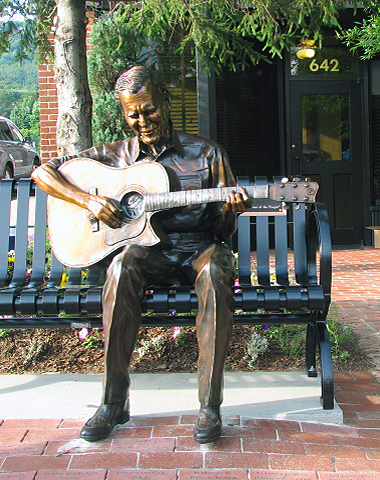
ドク・ワトソンの彫像、中心街にある

| 順位 | 雇用主                                      | 従業員数 |
| ---- | ------------------------------------------- | -------- |
| 1    | アパラチア州立大学                          | 1,000+   |
| 2    | アパラチア地域ヘルスケア                    | 500-999  |
| 3    | ワタウガ郡教育委員会                        | 500-999  |
| 4    | ワタウガ郡                                  | 250-499  |
| 5    | ウォルマート                                | 250-499  |
| 6    | グレンブリッジ・ヘルス & リハビリテーション | 100-249  |
| 7    | ブーン町                                    | 100-249  |
| 8    | ホスピタリティ・ミンツ                      | 100-249  |
| 9    | フード・ライオン                            | 100-249  |
| 10   | ロウズ・ホームセンター                      | 100-249  |

## 見どころ
- アパラチア州立大学
- ブルーリッジ・パークウェイ
- ブーン・モール
- ダニエル・ブーン・ネイティブ庭園
- 『ホーン・イン・ザ・ウェスト』
- ハワード・ノブ
- トゥイーツィー鉄道
- ワタウガ川
- エルク・ノブ州立公園
- グランドファーザー山

## 著名な出身者
- フランクリン・グラハム、キリスト教テレビ伝道師
- ドク・ワトソン、ブルーグラスのギター奏者